# Барабанов, Борис Сергеевич
Бори́с Серге́евич Бараба́нов (род. 3 февраля 1973, Одесса) — украинский и российский журналист, музыкальный критик, радиоведущий, продюсер, издатель, педагог.

## Биография
Окончил филологический факультет Одесский государственный университет; специальность — «преподаватель русского языка и литературы».
Профессиональная карьера началась в 1990 году в Одессе. 1990—2005 — работа на радиостанциях Украины и России в качестве ведущего выпусков новостей и авторских программ.
1993—1995 — работал в туристической компании «Ксимекстур», работал диджеем на круизных судах.
1994—1997 — ведущий программ на FM-радиостанции «Просто Радио» (Одесса, Киев), с 1995 г. — директор информационной службы.
В середине 1990-х годов переехал в Москву.
1997—1998 — «Радио Максимум» (Москва)
1998—2005 — «Наше радио», директор информационной службы, ведущий новостей.
С 1997 — постоянный внештатный автор журналов «ОМ», «Афиша», Vogue и др.
С 2003 по 2023 — музыкальный обозреватель издательского дома «Коммерсантъ», для которого делал интервью с Полом Маккартни, Стингом, Патти Смит, U2, Оззи Осборном, Ником Кейвом, R.E.M., Iron Maiden, Metallica, Placebo, Depeche Mode.
В 2003—2005 занимался продвижением группы Billy’s Band (Санкт-Петербург)
В 2006 году — куратор музыкальной программы фестиваля современного искусства «Территория».
В 2007—2008 — представитель Земфиры по связям с общественностью, исполнительный продюсер альбома «Спасибо». В качестве продюсера и консультанта работал на фестивалях «Нашествие»; Alfa Future People, LiveFest и др. С 2010 сотрудничает с певицей Женей Любич и другими исполнителями в рамках музыкальной компании «Barabanov.fm» .
В 2008 г. в издательстве «Амфора» вышла книга «Асса. Книга перемен», посвященная 20-летию фильма С. Соловьева «Асса».
В 2009 выпустил, как составитель и продюсер (по заказу журнала «Сноб»), специальный сборник новогодних песен «Снежный CD».
В 2007—2009 реализовал как продюсер, сборник «Звук речи» с оригинальным голосом Иосифа Бродского и звуковым оформлением российских электронных музыкантов.
2009—2012 — организатор восточноевропейских турне Марка Ланегана (США), The Invisible (Великобритания), We Fell To Earth (США), Джона Эрика Каады (Норвегия), Jim Nones Revue (Великобритания), Джона Гранта (США).
С 2012 по 2013 г. — музыкальный продюсер шоу «Вечерний Ургант»
14 сентября 2013 г. — режиссёр премьеры фильма «Metallica: Сквозь невозможное» в Москве с участием группы Metallica.
С 2010 и по сей день — партнерство с программой Art For Amnesty (подразделение Amnesty International). Координатор российской части празднования 50-летия Amnesty International
В 2017—2022 — консультант издательского дома «Городец». С 2017 работает в издательстве «Городец» в качестве автора и редактора.
Сотрудничал как автор с компаниями «Среда» (Александр Цекало) и Non-Stop (Александр Роднянский). В 2019 году спродюсировал фильм-концерт «Во весь голос» с песнями на стихи поэтов-классиков. В 2021 году работал как автор, шоураннер и ведущий над документальным сериалом «Города и музыка».
В 2022—2024 как автор и продюсер участвовал в создании ряда шоу для платформы VotVot — «Переживу», «Країна мрій», «С нуля», концерты Бориса Гребенщикова, Фейса, Аигел, Tequilajazzz
Женат, есть дочь и сын. Владеет английским и украинским языками.

## Книги
- Барабанов Б.С. «Асса». Книга перемен. — 5000 экз. — ISBN 978-5-367-00683-4.[7]
- Козырев М., Барабанов Б. Мой рок-н-ролл. Трилогия. Том 3. Red Book. — Издательство Гаятри, 2007. — 246 с. — 30 000 экз. — ISBN 978-5-9689-0081-4.[8]